# 京成AE形電車 (初代)
京成AE形電車（けいせいAEがたでんしゃ）は、京成電鉄に在籍していた特急形電車。
形式名は、"Airport Express" の頭文字「AE」をそのまま形式としたもので、後に原点回帰の思いを込めて2010年に運用を開始した新型「スカイライナー」用車両にも与えられている（京成AE形電車 (2代)）。

## 概要
日本初の空港連絡特急「スカイライナー」の初代専用車両で、1973年春に予定されていた新東京国際空港（成田空港、現・成田国際空港）の開港に併せ、1972年（昭和47年）に6両5編成30両が製造された。
製造は東急車輛製造・日本車輌製造本店（名古屋製作所）・豊川蕨工場が担当した。
その後1977年（昭和52年）と、1978年（昭和53年）に6両1編成が追加製造され、6両編成7本計42両の陣容となった。
第17回（1974年）鉄道友の会ブルーリボン賞受賞。

## 製造経緯
1966年の閣議決定による新東京国際空港の建設計画始動以来、東京都心から約70km離れた同港と都心部を結ぶ交通機関について、日本国政府の基本方針は道路交通を主軸に据え、新空港自動車道（現・東関東自動車道）を建設、これを利用してリムジンバスを運行し、鉄道は日本国有鉄道（国鉄）が建設を計画していた成田新幹線を基本に、国鉄成田線を補助的に併用することで首尾一貫していた。
この時点で、国鉄成田線と同様に都心から成田市までを結ぶ既設鉄道線として、京成上野と京成成田を結ぶ京成本線が存在していた。だが、同線は元々軌道条例に基づく特許によって建設されたもので、線形が良好とは言い難く、また待避線などの各種地上設備も不十分であった。
そのため、日本国政府の当初計画では新空港にアクセスするための交通機関として、京成電鉄の存在が顧慮されることはほとんどなかった。そこで京成電鉄は、自社営業圏内で旅客需要増を期待できるこの好機に、自己資本での京成成田から新空港までの延長線建設と、専用車両による空港特別急行列車の運転を計画することとした。
だが、空港の建設主体である新東京国際空港公団（現・成田国際空港株式会社）は、こうした京成電鉄の路線建設計画に対して、極めて冷淡に対応した。空港ターミナルビル（現・第1ターミナルビル）地下の最も利便性の高い地点を、成田新幹線の駅施設（仮称A駅）に割り当てる一方で、京成電鉄による同ビル地下への乗り入れ要望は却下したのである。
このため、京成電鉄は次善の策として、建設計画にあった第1・第2の2つのターミナルビルの中間に当たる地点の地下に成田空港駅（旧駅、現在の東成田駅）を建設、約1km離れた空港ターミナルビルとの連絡を路線バスによって行うこととした。
このように、京成電鉄にとって逆風が吹き荒れる状況であったが、同社は自社線で運行する空港特急について、京成上野 - 成田空港間を60分で走行することを「至上課題の一つ」に掲げ、計画を積極的に推進した。
当時の京成本線は、その各所に軌道由来の急カーブが点在し、最高速度の引き上げは難しかった。新空港延長線建設直前の段階で、京成本線における速達列車による最速記録は、1951年に実施された架線電圧の直流1,500Vへの昇圧後、京成上野 - 京成成田間61.2kmを結んでいた特急「開運」号によるノンストップ60分運転であった。
だが、新空港開港後の路線長は、京成成田 - 成田空港間の営業キロ数7.1kmが加算されることから、京成上野 - 成田空港間を所要60分で結ぶには、少なく見積もっても当時の特急ダイヤから、さらに1割の所要時間短縮が必要であった。
そこで、京成電鉄技術陣は所要時間短縮策として、曲線通過速度について制限速度を最大限に活用する手段を選択した。車両の制御器に定速度運転機能を付与することで、制限速度上限ぎりぎりの速度での効率的な運転を可能としたのである。また一方で空港特急運転区間の曲線部分について、用地の許す限り曲線を改良して、曲線通過速度そのものを引き上げ、さらにカントを可能な限り打ち上げることで、急曲線を高速運転する際に乗客に与えられる過大な遠心力を相殺、乗り心地の改善を図る策が講じられた。
また運行面でも、所要時間短縮のために京成成田駅を通過し、京成上野 - 成田空港間をノンストップ運行するという、成田山新勝寺への参詣客輸送を創業目的とした京成電鉄の歴史からすれば、思い切った決断が行われた。
京成電鉄の独自プロジェクトとしてスタートした空港特急計画であったが、成田新幹線が起工した1971年頃から、周囲の状況が急変し始めた。
当初東京 - 成田空港間65kmの区間を約30分で結ぶ計画で、日本国政府が「新空港連絡鉄道の本命」と見なしていた成田新幹線は、起工にこそ漕ぎ着けたものの、沿線住民の建設反対運動により、その建設計画の実現見通しが全く立たない状況に追い込まれた。さらに道路交通も、新空港自動車道と接続する京葉道路・首都高速道路の渋滞で、リムジンバスの定時性確保が問題視されるようになった。
つまり、起工後の情勢の変化によって、当初日本国政府が計画・期待していた各種アクセス用交通機関の実現や運用が困難となったことで、その代替策が必要となり、当初全く顧みることさえしていなかった日本国政府や沿線自治体などが、正に掌を返した様に、京成電鉄の計画に期待や関心を示すようになり、同社に対して様々な要請が行われるようになったのである。
かくして、周囲の状況が急速に変化する中で、本形式は新東京国際空港の開港スケジュールに間に合う様に、設計・製造が実施された。

## 車両概説
本項では、落成当時の仕様について述べる。

### 車体
京成電鉄標準の18m級全溶接構造鋼製車体を備える。
運転台部は「く」の字状に傾斜角のついた流線形で、側窓は複層ガラスによる固定窓、客用扉は750mm幅の2枚折戸を各車各側面に1か所ずつ設置する。日本国外からの国賓の利用を想定し、先頭車には防弾ガラスが採用された。窓下に愛称表示器、下部に京成電鉄としては初採用となるステンレス製の排障器（スカート）を設置する。
塗装は1600形の特急時代を彷彿させるクリームとマルーンのシックなツートンカラーとなり、塗り分けは窓周りと幕板上部、それに車体裾部をマルーン、腰板部などをクリームとしている。
冷房装置は分散式の三菱電機CU-15あるいはCU-15A（いずれも冷凍能力8,500kcal/h）を各車3基ずつ屋根上に搭載する。

### 車内
室内は仕切面をチーク木目、側面をイエロークリームのチェック柄のデコラとし、天井は平天井構造、スポットタイプの冷房吹出口を備える。座席は転換クロスシートで表地はレザー生地と、全体的に落ち着いた雰囲気となっている。なお、床と座席については配色が担当メーカーごとに異なり、東急車輛製造製が青色系、日本車輌製造製が茶色系となっている。
「開運号」用特急車と同様に、トイレ・洗面所を設置するが、所要時間60分と比較的短距離の運行であることから、設置は車両番号下一桁が"3"となる中間電動車の京成上野寄り車端部に1か所のみとされている。
車内放送にはテープ式の自動放送装置が採用された。

### 機器類
電動車は2両単位で機器を集約分散搭載するユニット方式（MM'方式）を採用しており、ユニットを構成する電動車2両のうち成田空港寄りの車両をM1、京成上野寄りの車両をM2と区別する。
制御装置は京成電鉄では初採用となる、界磁チョッパ制御機能を備えた電動カム軸制御器である東洋電機製造ES-766-A-M（ACRF-H8140-766-A-M）あるいはES-766-A1-M（ACRF-H8140-766-A1-M）をM1に搭載する。抵抗制御段の回路構成は並列制御のみで、直並列・直列制御段を備えていない。
この制御器は界磁チョッパ制御器による複巻電動機の分巻界磁制御と回生ブレーキ機能の併用により、50km/h以上の速度では主幹制御器のノッチで指示する任意の速度を保ったまま走行可能な定速走行機能を備える。これにより、乗務員は曲線区間での煩雑な力行・制動操作から解放され、また乗務員の力行タイミング遅れによるタイムロスの削減が実現された。
なお、本形式の回生ブレーキは3600形などの以後製作された通勤車と比較してその打ち切り速度が高く、45km/hで回生失効となる。また、55km/h以下から制動した際も同じである。このため、本形式はそれ以下の速度域では空気ブレーキを常用することとなるが、停車駅数が少ない特急に充当されるため、実際には45km/h以下の速度域を使用する機会は少なく、特急車時代を通じて特に問題となることなく終わっている。
運転台は主幹制御器にワンハンドル式を採用し、指令ノッチはON（起動）と50K（並列+定速制御）、それに50K - 115Kの無段階である。また、定速走行用の速度指令計を搭載している。
主電動機は界磁チョッパ制御車であるため、直流複巻整流子式電動機である東洋電機製造TDK8500-A（1時間定格出力140kW）を各電動車の各台車に2基ずつ計4基搭載する。
歯数比は84:16で駆動装置はWNドライブ、起動加速度は2.5km/h/s、設定最高速度は115km/h、営業運転最高速度105km/hである。
台車は、平行に配置された2枚の板ばねを軸箱の案内に使用するS形ミンデン台車であり、ダイレクトマウント空気ばね台車でもある住友金属工業FS383（電動車用）・FS083（制御車用）を装着する。
台車枠は第1 - 第5編成までのものは一体鋳鋼製であるが、第6・第7編成のものについては3500形のFS389・FS089と同様に鋼板プレス材溶接組み立て構造に変更されている。ただし、形式には変更はない。
ブレーキは全電気指令式を京成電鉄として初採用し、電動車が回生ブレーキ連動型の三菱電機MBS-R、制御車は回生ブレーキ連動機能のない三菱電機MBSで、いずれも常用5段+非常の6段構成となっている。
なお、この電気指令式ブレーキとは別に、保安ブレーキとして直通予備ブレーキが別系統で引き通されている。基礎ブレーキ装置は電動車用のFS383が両抱き式の踏面ブレーキ、制御車用のFS083が車輪間にローターを設けたディスクブレーキである。
パンタグラフはM1に2基ずつ東洋電機製造PT-4804下枠交差式を搭載する。
空気圧縮機（CP）はM2に大容量2段圧縮タイプのC-2000Mを搭載する。電動発電機（MG）は、Tcに容量110kVAの東芝CLG-350Cを搭載する。

## 編成
当初の計画では1973年の空港開業時に6両編成5本が必要とされた。
| ← 成田空港京成上野 → |                 |               |                 |               |             |                |        |
| 制御車 (Tc)          | 中間電動車 ◇M1◇ | 中間電動車 M2 | 中間電動車 ◇M1◇ | 中間電動車 M2 | 制御車 (Tc) | 納車日         | 製造所 |
| AE1                  | AE2             | AE3           | AE8             | AE9           | AE10        | 1972年3月31日  | 東急   |
| AE11                 | AE12            | AE13          | AE18            | AE19          | AE20        | 1972年3月31日  | 東急   |
| AE21                 | AE22            | AE23          | AE28            | AE29          | AE30        | 1972年3月31日  | 日車   |
| AE31                 | AE32            | AE33          | AE38            | AE39          | AE40        | 1972年2月7日   | 日車   |
| AE41                 | AE42            | AE43          | AE48            | AE49          | AE50        | 1972年2月7日   | 日車   |
| AE51                 | AE52            | AE53          | AE58            | AE59          | AE60        | 1978年3月15日  | 東急   |
| AE61                 | AE62            | AE63          | AE68            | AE69          | AE70        | 1978年11月10日 | 東急   |

なお、中間電動車はM1とM2の2種各1両ずつで電気的なユニットを組み、将来最大で10両編成とすることを前提に、車両番号下1桁4 - 7は欠番とされた。◇はパンタ搭載車。

## 運用

### 登場から運用開始まで
本形式は、登場当初から様々な社会情勢の変化に翻弄されたことで知られる。
「スカイライナー」という空港特急の名称、ならびにAE形車両の愛称は公募により、1972年には決定していたものの、1973年春に供用開始を予定していた新東京国際空港は、地元住民の反対運動や過激派の三里塚闘争から開港が延期された。本形式も、落成した後の1973年2月から新線区間で試運転を開始したものの、新線区間の橋梁に時限爆弾が仕掛けられたために試運転も中止となり、約1年半ほど雨ざらしの憂き目にあった。
1973年12月30日から、愛称表示器に「特急」を掲出して京成上野 - 京成成田間のノンストップ特急として暫定的に1日1往復、翌1974年12月16日からは増発されて3往復運行されるようになる。この暫定使用については、当時の運輸省がなかなか認めず、当時の運輸部運転課長であった藤井浩二ら、京成電鉄関係者が自らの窮状を訴えて、ようやく認められたものである。それでも運用上は一日に1～2本あれば十分の為他の車両は留置され続け、車両の痛みも目立ってきた。
その後、開港が1978年（昭和53年）3月30日と内閣総理大臣福田赳夫が決定し、再び新線区間での試運転を開始したが、3月26日に管制塔占拠事件により開港は延期。さらに、空港開港直前の同年5月5日未明、建設に反対する過激派によって京成スカイライナー放火事件が発生。宗吾車庫に留置中の第3編成が被災し、その中でもAE29は全焼した。
このため、当時東急車輛製造で第7編成用として製作中だった車体構体を急遽転用、2代目AE29として復旧させた。なお、この際には第3編成の他車も被害を受けたが、これらは被害の程度が軽く、そのまま復旧された。
1978年5月20日、新東京国際空港は予定より約6年遅れて開港。本形式は、開港翌日より本来の有料空港特急「スカイライナー」として運用を開始した。しかし、東京シティエアターミナルで搭乗手続きが可能な上に、乗り換えもないリムジンバスに対して成田空港駅（旧駅、現在の東成田駅）から路線バスに乗り換える必要のある「スカイライナー」の乗車率は低迷、「スカイライナーはどれもガラガラ」と言われる有様であった。
なお、「スカイライナー」運行開始後に荷物置き場の拡大工事を実施し、これに伴い各車4席分を撤去したため定員が減少した。シート生地もレザーからモケットに変更された。

### 新塗装化以降

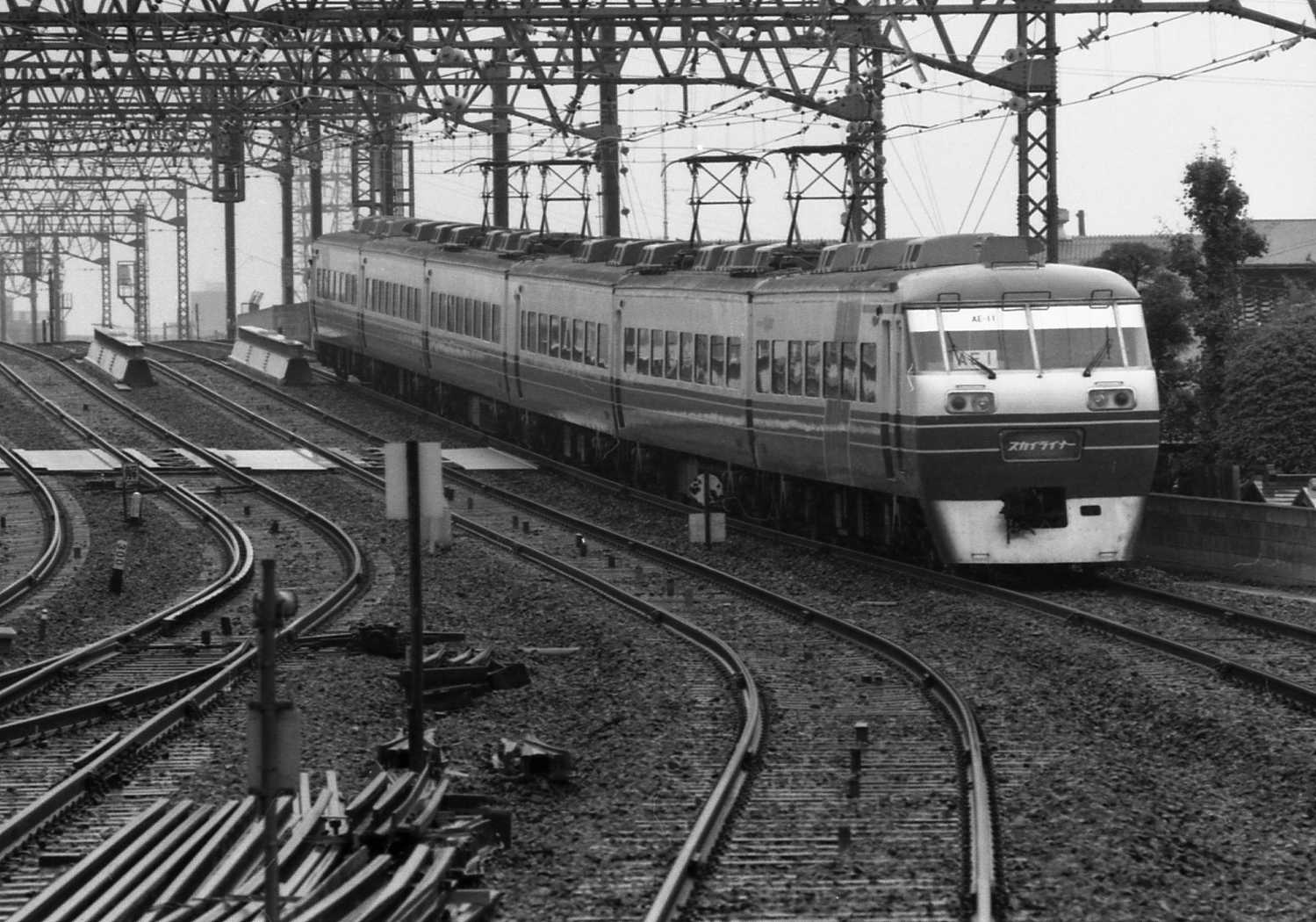
京成高砂駅付近を走行するAE形（1989年）

1983年（昭和58年）10月1日のダイヤ改正で不振の「スカイライナー」は減便を強いられ、上り列車については日暮里停車が開始された（後述する新塗装車もこの日から営業運転を開始）。翌1984年（昭和59年）12月1日から、夕刻以降の下り列車については、停車駅を増やして特急料金を下げた通勤ライナー「イブニングライナー」として運行を開始し、翌1985年（昭和60年）10月19日から、朝の上りに同様の「モーニングライナー」の運行を開始した。
この間、1983年9月からは車体塗装の変更を開始しており、グローバルホワイト■にフューチャーブルー■とヒューマンレッド■のストライプを入れたものとなった。このカラーリングは後継車であるAE100形に引き継がれたほか、1991年に登場した3700形以降の新形式や在来車の新塗装にも採用されている。塗装変更は第7編成から開始され、翌1984年10月の第4編成を最後に完了している。
1986年には3号車にNTT公衆電話を設置した。
1987年前後に、ワイパーの構造を上方軸タイプから下方軸タイプに変更した。
1988年2月から1989年1月にかけて、座席を自動転換装置付きのリクライニング式回転クロスシートに変更した。座席表地はブルー地にグリーン・レッドのライン入の斬新なものになった。
1985年の時点では、1990年代初頭に車体更新を実施する計画も存在していたが、空港ターミナルビル直下（現・成田空港駅）への乗入れや、それに伴う後継車両（AE100形）を新製することが1987年度内に具体化したため、取り止めになった。

### 8両固定編成化

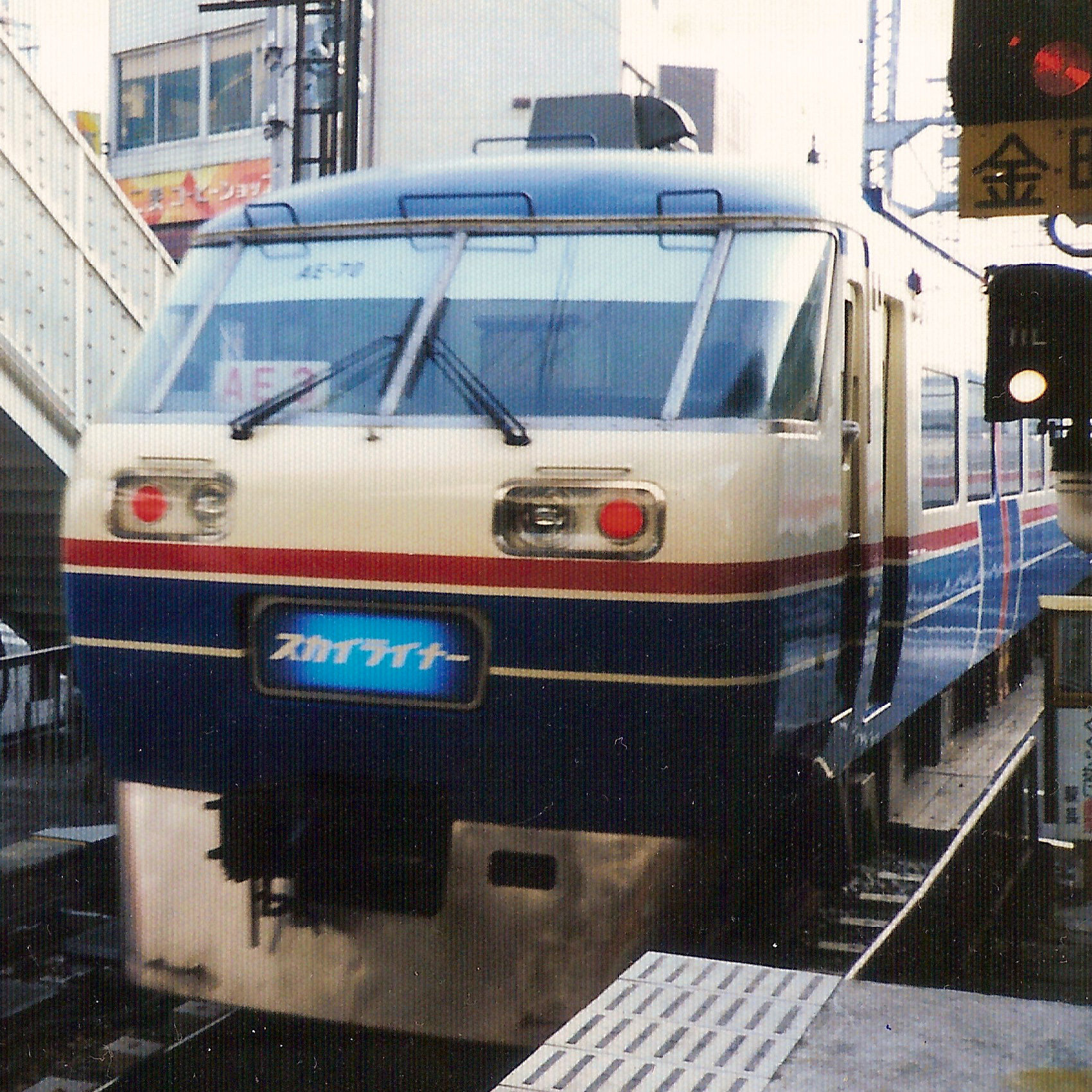
京成AE形新塗装（1992年4月 京成高砂駅）

1991年3月の空港ターミナルビル直下新駅乗入れ開始に備え、「スカイライナー」は1990年7月7日からは全列車を8両編成で運用することになった。運用数は変わらず必要編成数は7本のままであったため、不足する2編成を補うため、1990年6月に新型特急車であるAE100形8両編成2本を新製、同年6月中旬から7月末にかけて本形式を6両固定編成7本から8両固定編成5本へと組み替えることにした。本形式の組成変更作業が実施されつつあった過渡期には、6両編成と8両編成が混用されるため、特別ダイヤも組まれた。
組成変更は第3・第4編成を解体、中間電動車2両ユニットを他の4編成に1ユニットずつ挿入し、不足する2両については第4編成の制御車であったAE31・AE40を大栄車輛において、中間電動車であるAE64（M1）・AE65（M2）に改造、これらを残る第7編成に挿入した。
AE31・AE40の改造内容は次の通り。
- AE31については車体の向きを従来とは逆に方向転換。
- 旧運転室部分は切断し、他の中間車と同様の形態の構体を新規製作して残った既存構体と結合。
- 制御器・主電動機は本形式の既存電動車に搭載されているのと同一型番のものを新製。
- 台車はFS083を改造して電装せず、AE100形と同系のSUミンデン式空気ばね台車である住友金属工業FS543Aを別途新製し装着。

組成変更後の編成は下記の通りである。
| ← 成田空港京成上野 → |      |      |      |      |      |      |      |
|                      | ◇ ◇  |      | × ×  |      | ◇ ◇  |      |      |
| AE1                  | AE2  | AE3  | AE28 | AE23 | AE8  | AE9  | AE10 |
| AE11                 | AE12 | AE13 | AE38 | AE33 | AE18 | AE19 | AE20 |
| AE41                 | AE42 | AE43 | AE48 | AE49 | AE22 | AE29 | AE50 |
| AE51                 | AE52 | AE53 | AE58 | AE59 | AE32 | AE39 | AE60 |
| AE61                 | AE62 | AE63 | AE64 | AE65 | AE68 | AE69 | AE70 |

なお、この組成変更で余剰になったAE21・AE30の2両は1990年6月26日付けで除籍、解体処分となっている。◇はパンタ搭載車、×はパンタ撤去車ただしAE64を除く

### AE100形増備に伴う運用離脱

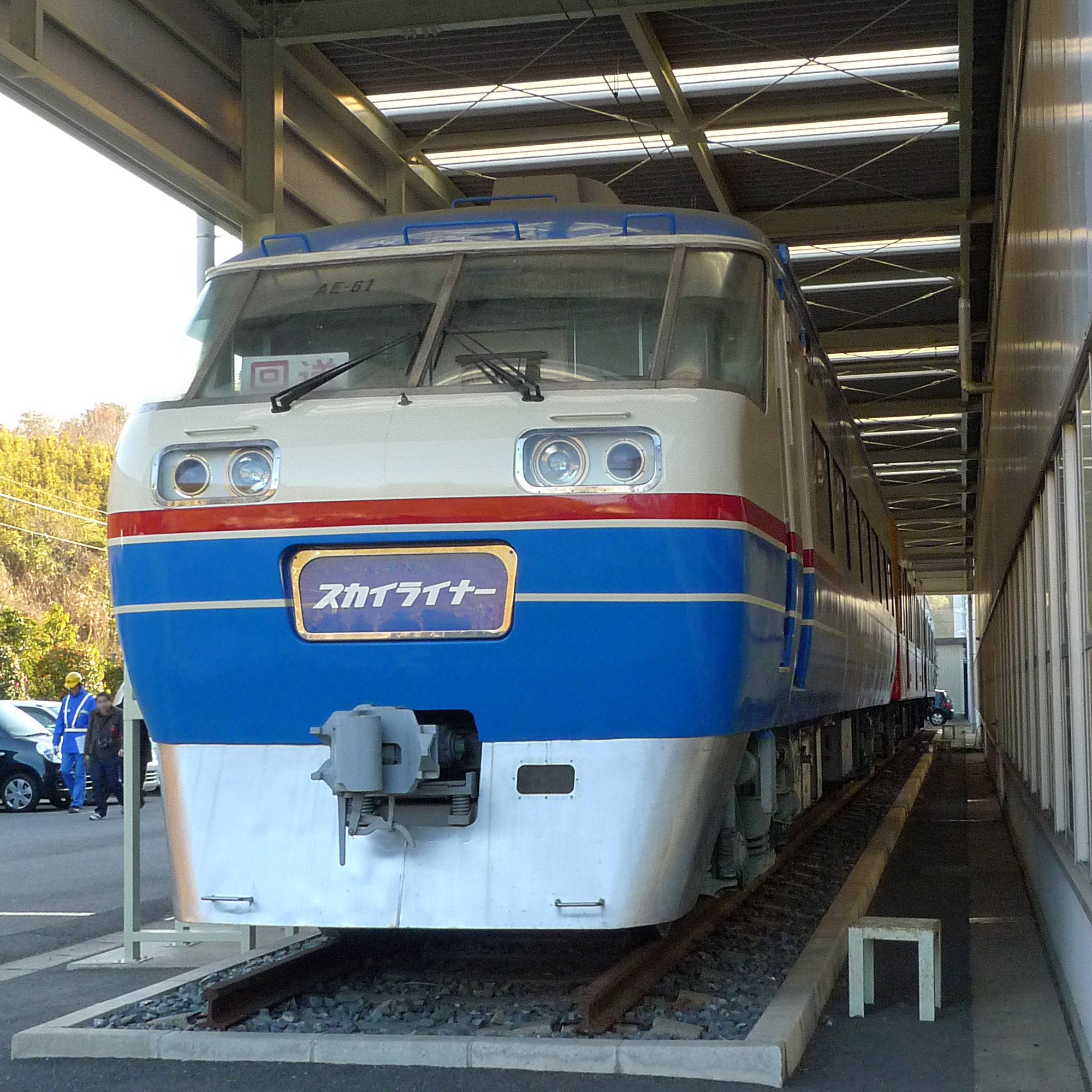
宗吾車両基地で保存されているAE61

AE100形は1991年度以降も順次新製されることになり、1993年夏までにAE形は運用離脱することになった。
1991年度は、夏期の空港輸送繁忙期前にAE100形第3・第4編成を新製。同年7月に本形式第1編成、10月に第6編成が運用離脱した。この時点で「スカイライナー」は半数以上がAE100形に置き変わった。なお、運用離脱した各編成は東成田駅（旧・成田空港駅）の「スカイライナー」発着ホームに一旦留置された後、宗吾車両基地に移動している。
1992年度は、夏期の空港輸送繁忙期前にAE100形第5・第6編成を新製。同年7月末に本形式第2編成・第5編成がそれぞれ運用離脱した。この時点で本形式は第7編成1本のみとなり、終日AE100形のみでの運用が可能になった。本形式第7編成は予備車扱いとなり、AE100形のうち1編成が検査等で終日入庫になった日等に代走として定期運用に入ることが多かった。1993年3月末から4月下旬にかけてAE100形第4編成が重要部検査に入った際はほぼ毎日のように運用入りしていたが、同編成の出場直後は再び予備車扱いとなった。
1993年度は、5月下旬にAE100形第7編成が運用を開始。5月21日をもって定期運転から外れ、6月27日に本形式第7編成を用いて特設ダイヤによる「さよなら運転」が実施され、これをもって本形式は全車運用離脱した。
運用離脱後、宗吾車両基地で保留となっていたAE61は保存が決定して解体を免れた。1997年2月以降、同車両基地に設けられた展示スペースに200形（新京成電鉄200形から塗装復元）や3000形 (初代)とともに静態保存されている。塗装は運用離脱当時のままとなっているが、台車は後述の3400形へ流用したため、1993年3月に廃車となった3050形 (初代)3051で使用された汽車製造KS-116を装着している。

### 3400形への改造
運用離脱したAE形の足回りを流用して、1993年に通勤車3400形が登場した。書類上は「3400形に改番のうえ改造」とされたため、AE形の廃車とはなっていない。なお、車体はAE61を除いて解体された。詳細は「京成3400形電車」を参照。